# Área micropolitana de Bradford
El área micropolitana de Bradford,  y oficialmente como Área Estadística Micropolitana de Bradford, PA µSA tal como lo define la Oficina de Administración y Presupuesto, es un Área Estadística Micropolitana centrada en la localidad de Bradford en el estado estadounidense de Pensilvania. El área micropolitana tenía una población en el Censo de 2010 de 43.450 habitantes, convirtiéndola en la 306.º área micropolitana más poblada de los Estados Unidos. El área micropolitana de Bradford comprende el condado de McKean, siendo Bradford la localidad más poblada.

## Geografía
El área estadística micropolitana de Bradford se encuentra ubicada en las coordenadas .

## Composición del área micropolitana

### Ciudades
Bradford 

### Boroughs
Eldred |
Kane |
Lewis Run |
Mount Jewett |
Port Allegany |
Smethport 

### Municipios
Annin |
Bradford |
Ceres |
Corydon |
Eldred |
Foster |
Hamilton |
Hamlin |
Keating |
Lafayette |
Liberty |
Norwich |
Otto |
Sergeant |
Wetmore 

### Lugares designados por el censo
- Foster Brook